# Sant Babèu
Saint-Babel és un municipi francès situat al departament del Puèi Domat i a la regió d'Alvèrnia-Roine-Alps. L'any 2007 tenia 850 habitants.

## Demografia

### Població
El 2007 la població de fet de Saint-Babel era de 850 persones. Hi havia 336 famílies de les quals 88 eren unipersonals (42 homes vivint sols i 46 dones vivint soles), 103 parelles sense fills, 122 parelles amb fills i 23 famílies monoparentals amb fills.
La població ha evolucionat segons el següent gràfic:
Habitants censats

### Habitatges
El 2007 hi havia 404 habitatges, 343 eren l'habitatge principal de la família, 33 eren segones residències i 28 estaven desocupats. 386 eren cases i 16 eren apartaments. Dels 343 habitatges principals, 277 estaven ocupats pels seus propietaris, 57 estaven llogats i ocupats pels llogaters i 9 estaven cedits a títol gratuït; 1 tenia una cambra, 14 en tenien dues, 44 en tenien tres, 98 en tenien quatre i 185 en tenien cinc o més. 283 habitatges disposaven pel capbaix d'una plaça de pàrquing. A 110 habitatges hi havia un automòbil i a 208 n'hi havia dos o més.

### Piràmide de població
La piràmide de població per edats i sexe el 2009 era:
| Homes | Edats   | Dones |
| ----- | ------- | ----- |
| 0     | 95 o +  | 0     |
| 4     | 90 a 94 | 4     |
| 0     | 85 a 89 | 8     |
| 0     | 80 a 84 | 0     |
| 16    | 75 a 79 | 24    |
| 12    | 70 a 74 | 28    |
| 4     | 65 a 69 | 16    |
| 8     | 60 a 64 | 16    |
| 24    | 55 a 59 | 20    |
| 20    | 50 a 54 | 16    |
| 24    | 45 a 49 | 16    |
| 24    | 40 a 44 | 20    |
| 40    | 35 a 39 | 36    |
| 36    | 30 a 34 | 40    |
| 32    | 25 a 29 | 36    |
| 28    | 20 a 24 | 20    |
| 12    | 15 a 19 | 20    |
| 20    | 10 a 14 | 20    |
| 20    | 5 a 9   | 24    |
| 44    | 0 a 4   | 32    |

## Economia
El 2007 la població en edat de treballar era de 548 persones, 420 eren actives i 128 eren inactives. De les 420 persones actives 377 estaven ocupades (220 homes i 157 dones) i 43 estaven aturades (16 homes i 27 dones). De les 128 persones inactives 51 estaven jubilades, 40 estaven estudiant i 37 estaven classificades com a «altres inactius».

### Ingressos
El 2009 a Saint-Babel hi havia 363 unitats fiscals que integraven 905 persones, la mediana anual d'ingressos fiscals per persona era de 17.369,5 €.

### Activitats econòmiques
Dels 31 establiments que hi havia el 2007, 1 era d'una empresa alimentària, 3 d'empreses de fabricació d'altres productes industrials, 8 d'empreses de construcció, 5 d'empreses de comerç i reparació d'automòbils, 1 d'una empresa de transport, 3 d'empreses d'hostatgeria i restauració, 2 d'empreses d'informació i comunicació, 2 d'empreses financeres, 2 d'empreses immobiliàries, 1 d'una entitat de l'administració pública i 3 d'empreses classificades com a «altres activitats de serveis».
Dels 10 establiments de servei als particulars que hi havia el 2009, 1 era un taller de reparació d'automòbils i de material agrícola, 2 fusteries, 2 lampisteries, 1 electricista, 1 perruqueria, 2 restaurants i 1 saló de bellesa.
Dels 4 establiments comercials que hi havia el 2009, 1 era una botiga de més de 120 m², 1 una botiga de menys de 120 m², 1 una fleca i 1 un drogueria.
L'any 2000 a Saint-Babel hi havia 17 explotacions agrícoles que ocupaven un total de 950 hectàrees.

## Equipaments sanitaris i escolars
El 2009 hi havia una escola elemental.

## Poblacions més properes
El següent diagrama mostra les poblacions més properes.